# Ein Mann geht durch die Wand
 Ein Mann geht durch die Wand  ist eine deutsche Filmkomödie mit Heinz Rühmann von Ladislao Vajda aus dem Jahre 1959. Das Drehbuch von István Békeffy entstand nach der Novelle Le passe muraille des französischen Schriftstellers Marcel Aymé.

## Handlung
Der kleine Steuerbeamte 3. Klasse, Herr Buchsbaum, ist im Grunde ein ganz zufriedener Mensch, bis er eines Tages einen neuen Vorgesetzten bekommt, dem die überaus freundlichen Mahnbriefe an säumige Steuerzahler gar nicht gefallen. Er trifft zufällig seinen alten Professor, der eher enttäuscht ist, dass sein bester Schüler nur ein Finanzbeamter 3. Klasse geworden ist. Buchsbaum erzählt ihm, dass er zwar immer fleißig, gewissenhaft und pünktlich war, aber dennoch nicht der Beste im Leben geworden ist. Irgendetwas hat ihm immer gefehlt. Er hatte große Pläne, aber es war ihm immer, als wäre eine Wand da. Daraufhin erwidert der Professor, dass es nur eine Ausrede sei für einen, der in jedem Fach der Beste war. Es gäbe keine Wände, ihm würde nur das Selbstvertrauen fehlen.
Als es bei ihm in der Wohnung einen Kurzschluss gibt und die ganze Wohnung dunkel ist, versucht er, die Tür zu finden, um dem Hausmeister Bescheid zu sagen, allerdings steht er plötzlich im Treppenhaus und stellt fest, dass er durch Wände gehen kann. Er ist deswegen sehr verstört und sucht einen Arzt auf, von dem er aber nur Tabletten bekommt, die ihn zufriedenstellen.
Als er am nächsten Tag ins Büro kommt, wird er von seinem Chef Pickler zum Aktensortieren verdonnert. Buchsbaum ist verärgert darüber und steckt den Kopf durch die Wand in das Chefbüro und sagt dem Chef seine Meinung. Daraufhin erleidet Pickler einen Nervenzusammenbruch und wird von Ärzten abgeholt.
Buchsbaum lernt seine neue Nachbarin, die Klavierlehrerin Yvonne Steiner, kennen, in die er sich sofort verliebt. Für sie geht er durch die Wand, um ihr ihre gepfändete Uhr zurückzubringen und die Rechnung zu bezahlen. Plötzlich taucht ein anderer Mann auf, jung und schön. Buchsbaum ist enttäuscht, weil er denkt, dass er keine Chancen mehr hat. Er stiehlt eine Kette für seine Nachbarin, die aber die Polizei rufen möchte.
Buchsbaum ist hinsichtlich Anstand, Güte und Liebe enttäuscht und möchte von jetzt an alles nur noch für sich. Er geht in die Bank und stiehlt eine Million, bekommt aber ein schlechtes Gewissen und lässt das Geld von seinem Freund, dem Maler, zurückbringen, damit dieser den Finderlohn von 10 % bekommt. Seinem Freund glaubt man jedoch nicht und er kommt ins Gefängnis. Buchsbaum geht deshalb noch ein zweites Mal in die Bank, um dort zu übernachten und seinen Freund freizubekommen. Als er im Gefängnis immer wieder aus und ein geht, wird er in den Turm gesperrt und soll in Ketten gelegt werden. Buchsbaum, der sich unschuldig fühlt, weil er alles zurückgebracht hat, geht wieder nach Hause. Dort wird er von der Nachbarin empfangen, die feststellt, dass er krank ist. Die Nachbarin holt ihren Arzt, den jungen Mann, den Buchsbaum für ihren Liebhaber gehalten hat. Buchsbaum verabredet sich mit der Nachbarin und ist wieder sehr glücklich, unter anderem auch, weil er wegen seiner erfolgreichen freundlichen Mahnbriefe zum Beamten 2. Klasse befördert wurde. Als er am Abend bei ihr klingelt, weil er nicht durch die Wand gehen möchte, merkt er plötzlich, dass er sich wieder an die Wände lehnen kann.

## Hintergrund
Die Uraufführung des Films erfolgte am 14. Oktober 1959 im Theater am Rudolfplatz in Köln.

## Kritiken
Das Heyne-Filmlexikon (1996) kommentierte: „unterhaltsamer Filmspaß“. Der katholische film-dienst nannte den Film zwar einen oberflächlichen und reichlich irrationalen Spaß, „in der Inszenierung jedoch mit Gespür für das soziale Milieu und komödiantische Wirkung.“ Zu einem insgesamt positiven Urteil gelangt auch der Evangelische Filmbeobachter: „Am Beispiel eines Mannes, der auf einmal durch alle Wände gehen kann, erteilt der Film eine kleine Lektion in Überwindung der Unzufriedenheit. Trotz kleinerer Schwächen ab 16 gut möglich.“

## Auszeichnungen
Heinz Rühmann erhielt 1959 den Ernst-Lubitsch-Preis für die beste komödiantische Leistung im deutschen Film und Ladislao Vajda erhielt ihn 1960 für seine Regie.

## Neuverfilmungen
- Der durch die Wand geht (Le passe-muraille), Frankreich 2016 – Regie: Dante Desarthe

## Trivia
Gedreht wurden die Außenszenen großteils in der Nähe des Münchner Thierschplatzes; zu sehen ist die Kirche St. Lukas. Buchsbaums Wohnung war in der Thierschstraße 41, dem Haus, in dem Hitler von 1920 bis 1929 gemeldet war.